# 第14回全国中等学校ラグビーフットボール大会
第14回全国中等学校ラグビーフットボール大会（だい14かいぜんこくちゅうとうがっこうラグビーフットボールたいかい）は、1932年（昭和7年）1月に兵庫県西宮市の甲子園南運動場で開催された、旧制中学校・実業学校および師範学校を対象としたラグビー競技大会である。

## 参加チーム
- 秋田県立秋田工業学校（秋田県・実業学校）（3年連続3回目）
- 慶應義塾普通部[1]（東京都）（2年ぶり6回目）
- 同志社中学校（京都府）（13大会連続13回目）
- 大阪府立天王寺中学校（大阪府）（3年ぶり5回目）
- 兵庫県立第一神戸中学校（兵庫県）（4年連続4回目）
- 台北州立台北第一中学校（外地）（2年連続2回目）
- 京城師範学校（外地・師範学校）（3年連続3回目）
- 鞍山中学校[2]（外地）（初出場）

## 試合結果

### 1回戦
- 台北一中6-39 京城師
- 鞍山中0-26 秋田工業
- 神戸一中6-8 慶應普通部
- 天王寺中3-11 同志社中

### 準決勝
- 京城師 31-0秋田工
- 慶應普通部0-38 同志社中

### 決勝
京城師が2年連続2回目の優勝を果たした。
- 京城師 30-5同志社中